# Kirkjubømúrurin
A Kirkjubømúrurin vagy egyszerűen Múrurin (magyarul a falak) a Magnus-dóm romjai a feröeri Kirkjubøurban. Ez a szigetcsoport legnagyobb és legszebb középkori építménye, a gótikus építészet fénykorából. Mindmáig vitatott, hogy ki és mikor kezdte építtetni, akárcsak az, hogy valaha elkészült-e egyáltalán.

## Történelem
Az építkezést valószínűleg a 13. század végén, a gótikus építészet fénykorában kezdték el, a kor nyugat-norvégiai templomépítési stílusának megfelelően. A legenda szerint Erlendur püspök, a középkor legjelentősebb feröeri püspöke (akinek a nevéhez a Juhlevél is fűződik) az építkezés költségei miatt túl magas adót követelt, és fellázadtak ellene, így el kellett menekülnie a szigetekről. Ez lehet az egyik magyarázat a dóm félbemaradására. Egy másik elmélet szerint a fekete halál felelős ezért, ami 1349-1350 folyamán Feröer lakosságának jelentős részét elpusztította.
Egyes tudósok szerint azonban a dóm építése később kezdődött, az Erlendur elleni lázadás oka pedig a Szent Olaf-templom építése volt. Az elmélet szerint a dómot csak jóval később, 1400 után kezdték építtetni. Jóan (vagy Jon) püspök egy 1420-ban kelt levelében megemlíti, hogy új templom alapjait tette le Kirkjubøurban, ahol Szent Brandanus tiszteletére templomot, Erlendur tiszteletére kápolnát kívánt építeni.

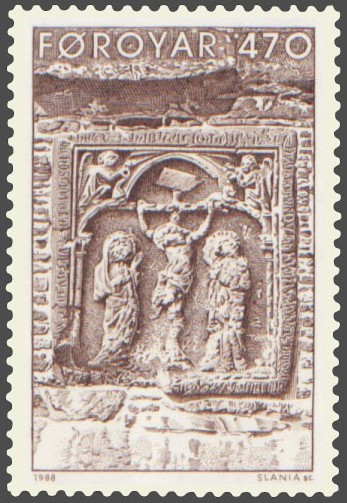
Jézus keresztrefeszítése egy faragványon a dóm belső falán

Egyes vélekedések szerint a dómot sohasem fejezték be, míg más történészek szerint elkészült, és a reformáció után bontották le részben. Az újabb kutatások szerint egy időben be volt fedve. A reformációig valószínűleg ez a templom szolgált Feröer székesegyházaként. 1772-ben egy nagy lavina súlyos károkat okozott az épületben, és romba döntötte az északkeleti sarkát.

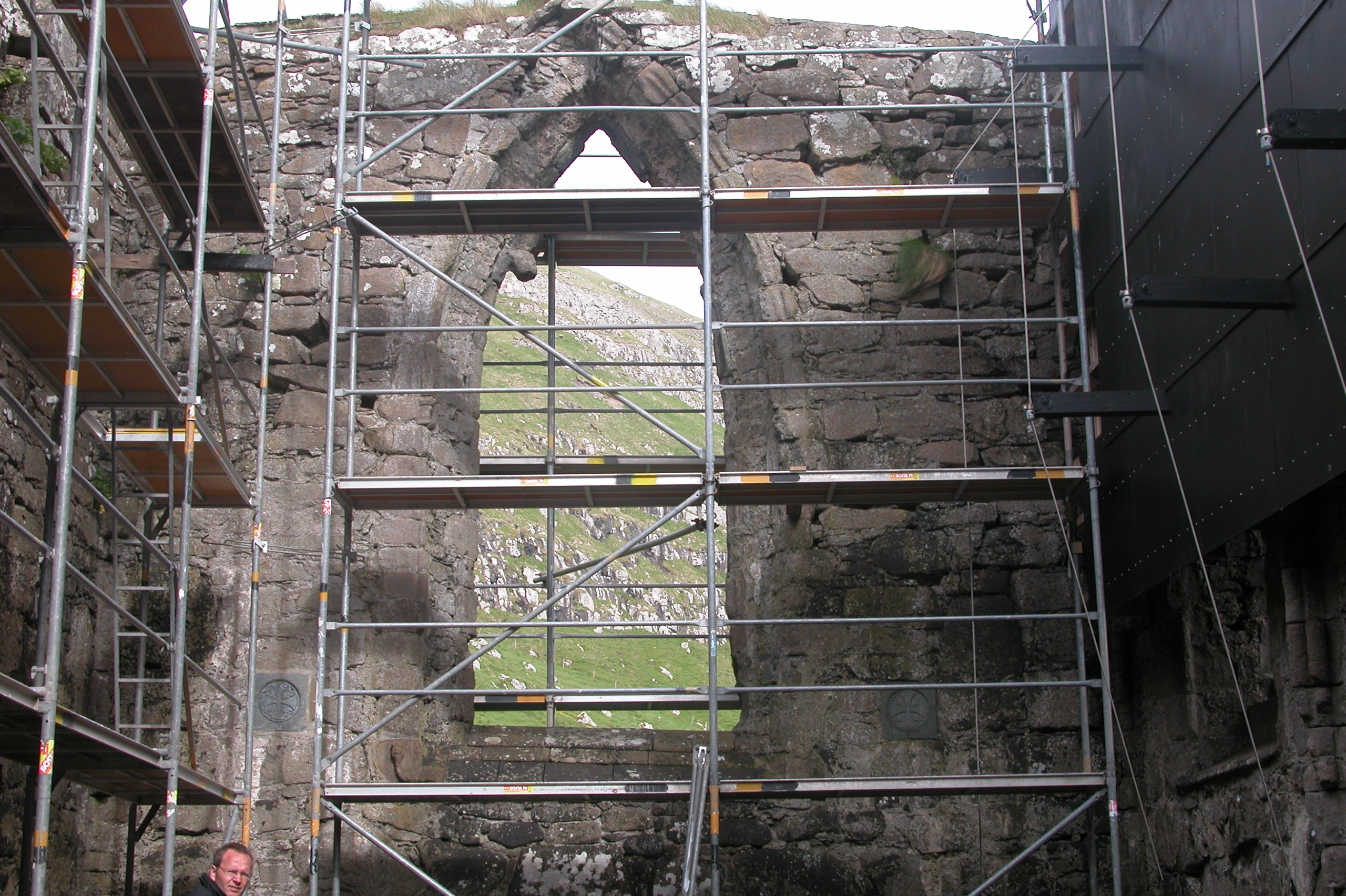
A romok belülről

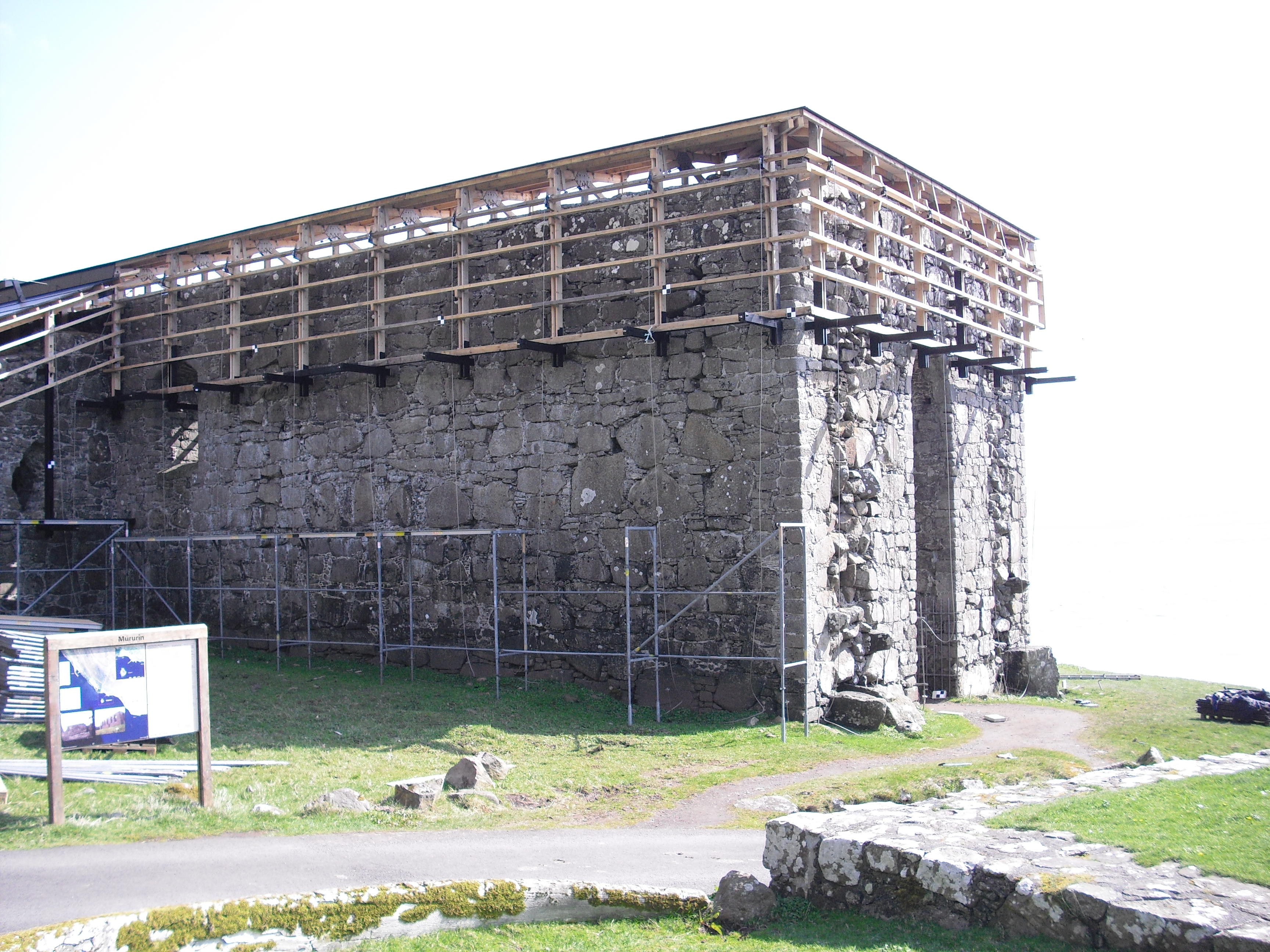
Restaurációs munkálatok, 2009. május

A székesegyházat egyébként Szent Magnus, Orkney jarlja és az izlandi Szent Thorlak püspök tiszteletére szentelték. 1905-ben mindkettejüknek az ereklyéit (csontdarabokat) megtalálták; ezen kívül egy faszilánkot, amely állítólag Krisztus keresztfájából, ill. egy anyagdarabot, amely Mária köntöséből származik.
A zord, gyakran viharos és esős feröeri időjárás az évszázadok folyamán erősen megviselte a romokat, ezért most renoválják, és felmerült, hogy egy üvegépülettel teljesen lefedjék.

### Jövőbeli tervek
2001-ben Tórbjørn Jacobsen kulturális miniszter létrehozott egy bizottságot a romok jövőjének rendezésére. A bizottságnak a Føroya Fornminnissavn szakembereivel közösen kell kidolgozniuk az elképzeléseket. A második Eidesgaard-kormány programjának része volt, hogy nemzetközi építészeti tervpályázatot írjanak ki az épület végleges formájának megtervezésére.

## Jellemzők
A gótikus romoknak nincsenek sem ablakai, sem teteje, és valószínűtlen, hogy valaha is elkészült volna. 25,5 m hosszú, 10,8 m széles és 9 m magas; tornyot hiába keresünk rajta, de vannak kezdemények amelyek arra utalnak, hogy építése tervbe volt véve. A mintegy másfél méter vastag falak hazai bazaltból épültek.
A romok belső oldalán tizenkét kőbe vésett kereszt volt látható, amelyekből hat ma is megvan, egy hetedik a közeli királyi gazdaságban, egy további pedig a Dán Nemzeti Múzeumban található.

## Kultúra
A romok közelében rendezik meg a við Múrin fesztivált, amely nevét is a Kirkjubømúrurinról kapta. A fesztivál rendezői építenek Kirkjubøur történelmi atmoszférájára.

## Fordítás
- Ez a szócikk részben vagy egészben a Kirkjubømúrurin című német Wikipédia-szócikk ezen változatának fordításán alapul.  Az eredeti cikk szerkesztőit annak laptörténete sorolja fel. Ez a jelzés csupán a megfogalmazás eredetét és a szerzői jogokat jelzi, nem szolgál a cikkben szereplő információk forrásmegjelöléseként.